# غسان نصف النصف
غسان نصف اليوسف النصف (1947 - 2018) رئيس مجلس إدارة الخطوط الجوية الكويتية السابق، ولاعب سابق في نادي الكويت الرياضي، ورئيس نادي الكويت الرياضي السابق في الفترة (1992 - 1994).

## سيرته الذاتية
ولد في مدينة الكويت من مواليد 1947 تخرّج من جامعة الكويت، وحصل على شهادة الليسانس في الاقتصاد والعلوم السياسية (كلية التجارة) عام 1972، بعد أن درس المرحلة الابتدائية في المدرسة الشرقية، والمتوسطة في مدرسة المتنبي، والثانوية في «ثانوية الشويخ».

## عمله في الخطوط الجوية الكويتية
مارَس التجارة بعد تخرّجه، وعُيّن عضواً في مجلس إدارة شركة الخطوط الجوية الكويتية عام 1974، وشغل منصب رئيس مجلس الإدارة فيها عام 1977، حيث أكمل مسيرة إدخال الطائرات العملاقة إلى أسطول المؤسسة، وقام بجلب المعدّات والأجهزة الفنية والمساندة للتشغيل والتدريب على الطائرات الجديدة، وقام أيضاً بابتعاث المتدرّبين من الطيّارين والمهندسين الجويين والأرضيين من الشباب الكويتي إلى الخارج لاكتساب المهارات.

## حياته الرياضية
بدأ حياته بالرياضة عام 1960، وهو في مدرسة المتنبي، وانتقل إلى نادي الكويت الرياضي عام 1963، ولعب مع زملائه في فريق الناشئين، ثم انضم إلى منتخب الكويت، وفي عام 1972 انتُخب أميناً عامّاً للسر لنادي الكويت، واستمر لغاية 1978، وفي عام 1988 دخل مجلس إدارة النادي، وأصبح رئيساً له عام 1992، وقدّم استقالته عام 1994، تفرّغ بعدها لإدارة أعماله الخاصة منذ تسعينيات القرن العشرين.